# Park miniatur Miniuni w Ostrawie
Miniuni to park miniatur, który znajdował się w Ostrawie, w dzielnicy Morawska Ostrawa, nad rzeką Ostrawicą. Park był częścią miejskich terenów wystawowych Černá louka, w skład którego wchodzi m.in. Zamek Śląskoostrawski. 
Park jest nieczynny od 16 grudnia 2018 roku i ponownie nie zostanie otwarty. Wszystkie eksponaty zostały rozebrane lub sprzedane. 
Dziś na jego miejscu stoi City Campus Uniwersytetu Ostrawskiego.
Na terenie 1,5 ha znajdowało się ponad 30 europejskich obiektów odtworzonych w skali 1:25. Między innymi:
- Ratusz Staromiejski z Pragi,
- Zamek Królewski z Warszawy,
- krakowskie Sukiennice,
- Żuraw z Gdańska,
- brama wejściowa do browarów Plzeňský Prazdroj w Pilźnie,
- Brama Michalska z Bratysławy,
- trzy wiatraki z Holandii,
- Baszta Rybacka z Budapesztu,
- ratusz ze Sztokholmu,
- ratusz z Säynätsalo (dzielnicy miasta Jyväskylä),
- ateński Akropol,
- londyński Big Ben
- Brama Brandenburska z Berlina,
- paryska Wieża Eiffla (najwyższy obiekt, o wysokości 12 metrów),
- Krzywa Wieża z Pizy,
- Biblioteka Śląska z Katowic,
- wieża wydobywcza szybu Jindřich z Ostrawy,
- dworzec kolejowy Ostrava-střed,
- port lotniczy z Pragi.

W 2005 w parku stanęły kolejne modele - starożytnych siedmiu cudów świata:
- Piramida Cheopsa,
- Wiszące ogrody Semiramidy,
- Świątynia Artemidy w Efezie,
- Posąg Zeusa w Olimpii,
- Mauzoleum w Halikarnasie,
- Kolos Rodyjski,
- Latarnia morska z Faros.

Między modelami położone były tory miniaturowej kolejki, po których jeździły modele pociągów. W okresie letnim po jeziorku i niewielkich kanałach pływały modele statków. W budynku administracyjnym parku znajdowała się także hala wystawowa, w której prezentowane były wystawy czasowe.

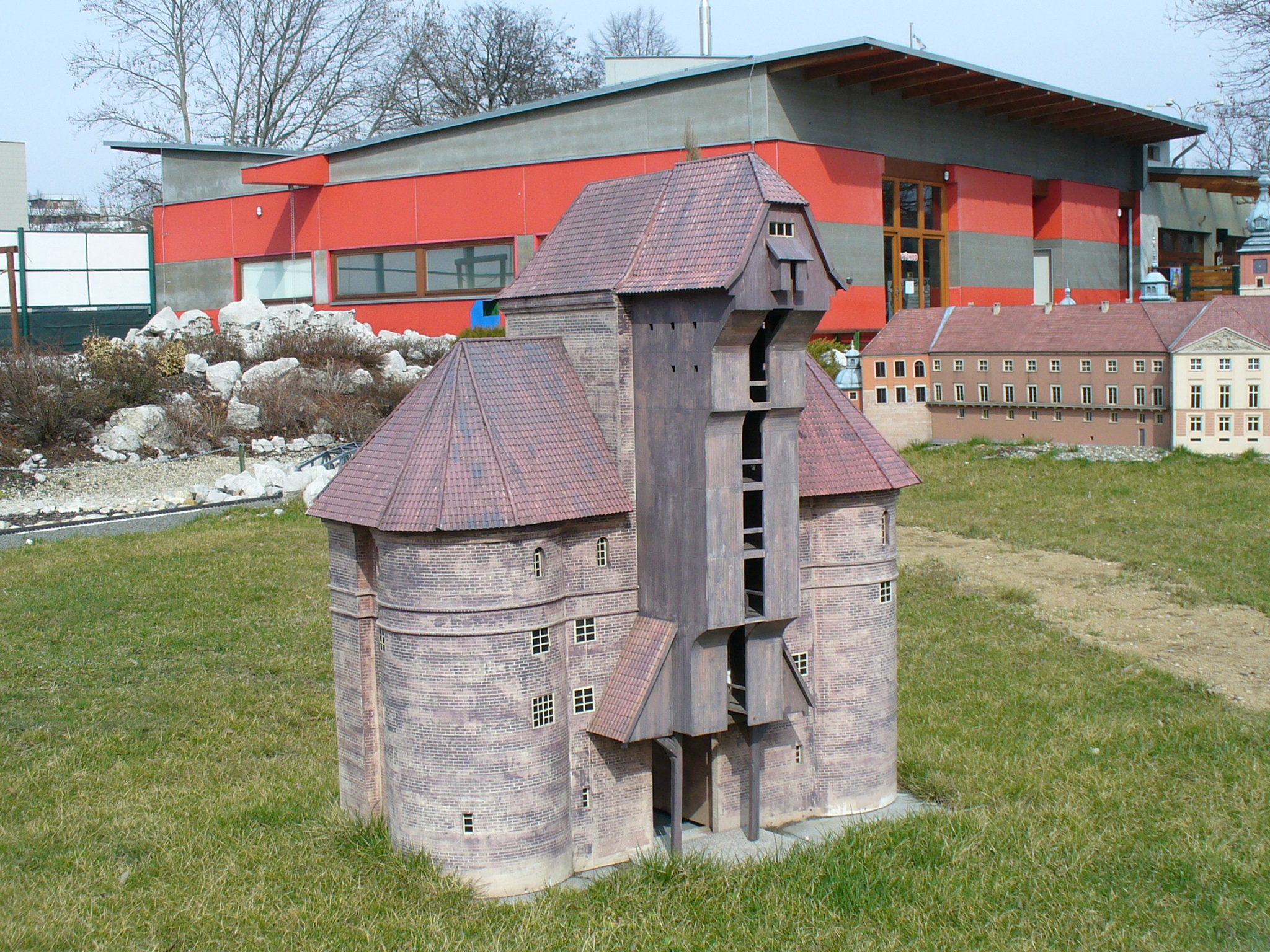
Żuraw Gdański
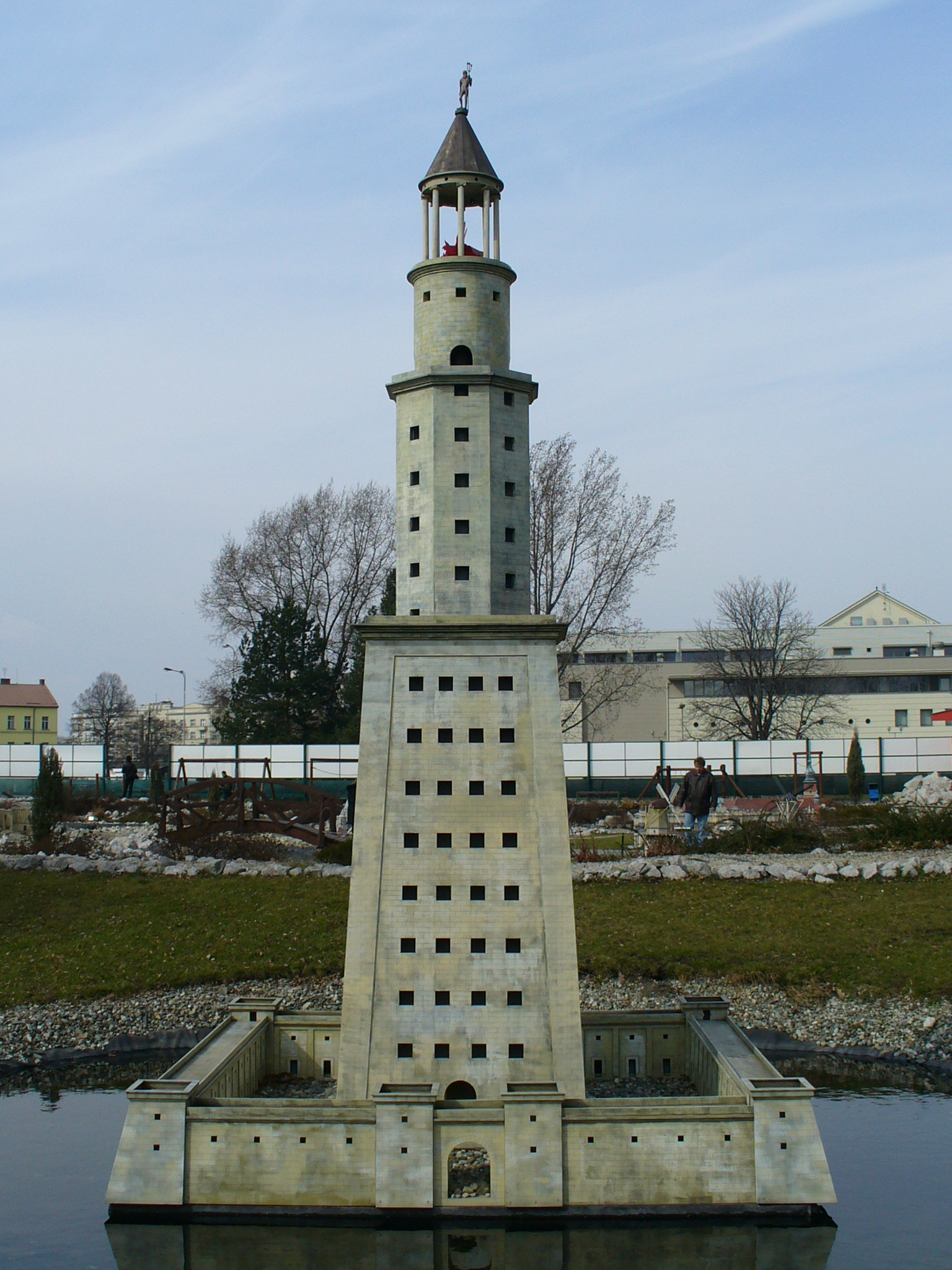
Latarnia morska z Faros